# Lars Valerian Ahlfors
Lars Valerian Ahlfors (Helsínquia, 18 de abril de 1907 — Pittsfield, 11 de outubro de 1996) foi um matemático finlandês. Reconhecido por seu trabalho na área da superfície de Riemann e suas publicações sobre análise complexa.

## Vida
Filho de um professor de engenharia mecânica, Ahlfors nasceu em Helsinque, Finlândia. Sua mãe morreu durante o parto do garoto. Segundo o próprio Alfors, enquanto criança ele ficou fascinado com a matemática mesmo sem entender o que ela era. Ele não tinha acesso à literatura matemática exceto nos níveis de graduação mais altos. No currículo do ensino médio, não teria sido incluídos muitos cálculos, mas Ahlfors disse ter conseguido aprender uns ele mesmo, usando alguns livros da biblioteca de engenharia de seu pai.
Ahlfors entrou na Universidade de Helsinque em 1924, onde teve aulas com Ernst Leonard Lindelöf e Rolf Nevanlinna. Ele se graduou na mesma universidade em 1928. Substituiu Hermann Weyl no cargo de presidente do Instituto Federal de Tecnologia de Zurique, no perído 1928-1929, enquanto este estava de licença. Ahlfors, após isso, foi para Zurique também, onde teve palestras com Rolf Nevanlinna sobre a conjectura de Denjoy, que Ahlfors disse ter tido sorte de vê-las.
Ahlfors foi para Paris com Nevanlinna para ficar lá com ele durante 3 meses antes de voltar para a Finlândia. Lá tornou-se lecturer (um grau acadêmico da Finlândia) em Turku. Fez sua tese de doutorado em 1930 e depois fez várias visitas a Paris e outros centros importantes da Europa durante dois anos.
Em 1935 Constantin Carathéodory, o qual se encontrou com Ahlfors durante as viagens deste a Munique, recomendou Ahlfors a um cargo em Harvard, nos Estados Unidos. Ahlfors aceitou lá fazer um teste por três anos. Em 1936 recebeu a Medalha Fields, no Congresso Internacional de Matemáticos em Oslo.
Em 1938 foi oferecido a Ahlfors um cargo de presidente na área da matemática na Universidade de Helsinque. Ahlfors aceitou, pois preferia não ficar para sempre em Havard. Mas com a chegada da Segunda Guerra Mundial as coisas ficaram difíceis na Finlândia, e muitas universidades foram fechadas. Mas Ahlfors não estava apto para o serviço militar, portanto continuou trabalhando durante a guerra, mas sem acesso a bibliotecas.
Durante a guerra a família de Ahlfors foi evacuada para a Suécia. Foi oferecido a Ahlfors um cargo de presidente em Zurique em 1944, o que seria para ele uma boa oportunidade de reencontrar a família. Lá, Arne Carl-August Beurling os deu muita ajuda e amizade. A família de Ahlfors iria viajar para a Suíça, mas a guerra dificultou a viagem. Eles tiveram que fazer então um voo de Estocolmo para Prestwick, na Escócia em março de 1945. De Glasgow eles pegaram um trem para Londres e depois atravessaram o canal da Mancha, e atravessaram a França através de Paris para então chegar na Suíça.
Em 1946 Ahlfors aceitou a oferta de ir para Havard novamente, onde ficou até 1977, quando se aposentou.
Ahlfors era casado e tinha três filhas. Morreu em 11 de outubro de 1996 de pneumonia, em Pittsfield.

## Publicações
Artigos
- Ahlfors, Lars V. An extension of Schwarz's lemma. Trans. Amer. Math. Soc. 43 (1938), no. 3, 359–364. doi:10.2307/1990065
- Ahlfors, Lars; Beurling, Arne. Conformal invariants and function-theoretic null-sets. Acta Math. 83 (1950), 101–129. doi:10.1007/BF02392634
- Beurling, A.; Ahlfors, L. The boundary correspondence under quasiconformal mappings. Acta Math. 96 (1956), 125–142. doi:10.1007/BF02392360
- Ahlfors, Lars; Bers, Lipman. Riemann's mapping theorem for variable metrics. Ann. of Math. (2) 72 (1960), 385–404. doi:10.2307/1970141
- Ahlfors, Lars Valerian. Collected papers. Vol. 1. 1929–1955. Editado com a assistência de Rae Michael Shortt. Matemáticos Contemporâneos. Birkhäuser, Boston, Massachusetts, 1982. xix+520 pp. ISBN 3-7643-3075-9
- Ahlfors, Lars Valerian. Collected papers. Vol. 2. 1954–1979. Editado com a assistência de Rae Michael Shortt. Matemáticos Contemporâneos. Birkhäuser, Boston, Massachusetts, 1982. xix+515 pp. ISBN 3-7643-3076-7

Livros
- Ahlfors, Lars V. Complex analysis. An introduction to the theory of analytic functions of one complex variable. Terceira edição. Série Internacional em Matemática Pura e Aplicada. McGraw-Hill Book Co., Nova York, 1978. xi+331 pp. ISBN 0-07-000657-1[2]
- Ahlfors, Lars V. Conformal invariants. Topics in geometric function theory. Reimpressão do original de 1973. Com prefácio de Peter Duren, FW Gehring e Brad Osgood. AMS Chelsea Publishing, Providence, RI, 2010. xii+162 pp. ISBN 978-0-8218-5270-5
- Ahlfors, Lars V. Lectures on quasiconformal mappings. Segunda edição. Com capítulos suplementares de CJ Earle, I. Kra, M. Shishikura e JH Hubbard. University Lecture Series, 38. American Mathematical Society, Providence, RI, 2006. viii+162 pp. ISBN 0-8218-3644-7
- Ahlfors, Lars V. Möbius transformations in several dimensions. Ordway Professorship Palestras em Matemática. Universidade de Minnesota, Escola de Matemática, Minneapolis, Minn., 1981. ii+150 pp.
- Ahlfors, Lars V.; Sario, Leo. Riemann surfaces. Princeton Mathematical Series, No. 26 Princeton University Press, Princeton, N.J. 1960 xi+382 pp.

## Prêmios e honras
- 1936 - Palestrante no Congresso Internacional de Matemáticos
- 1936 - Medalha Fields
- 1962 - Palestrante no Congresso Internacional de Matemáticos
- 1978 - Palestrante no Congresso Internacional de Matemáticos
- 1981 - Prêmio Wolf de Matemática